# Ammannsegg

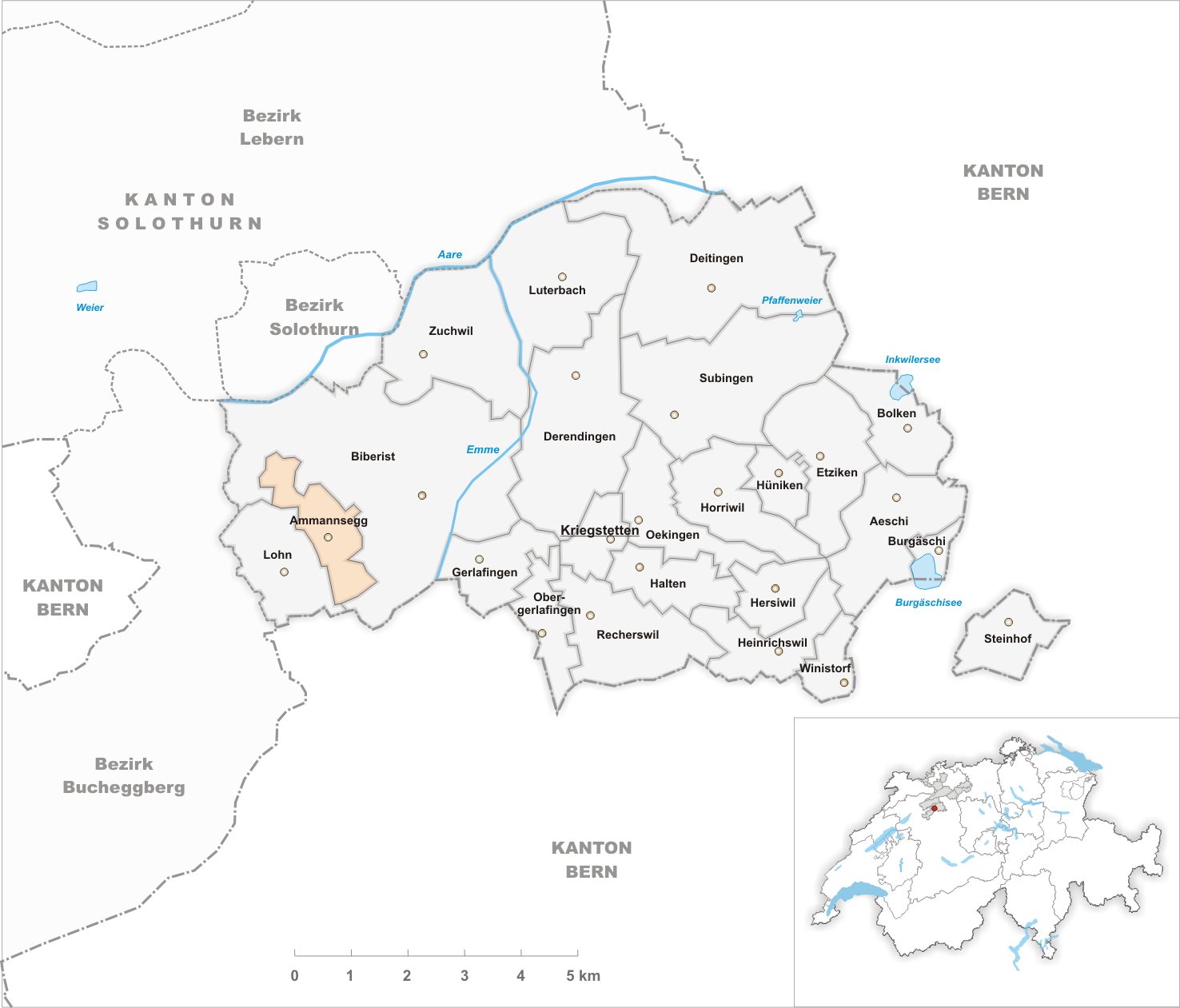
Ammannsegg

Ammannsegg est une localité et une ancienne commune suisse du canton de Soleure, située dans le district de Wasseramt.

## Histoire
Occupé depuis le Néolithique (comme en témoignent des vestiges mis au jour au Junkholz), puis à l'époque romaine, le village appartient au Moyen Âge aux comtes de Kibourg, puis à la ville de Berne en 1406, puis à celle de Soleure en 1516. Érigé en commune, le village fait ensuite partie du bailliage de Kriegstetten avant de rejoindre le district de Wasseramt en 1831.
En 1993, la commune fusionne avec sa voisine de Lohn pour former la nouvelle commune de Lohn-Ammannsegg.